# Charles Bo
Charles Maung Bo (ချားလ်စ်မောင်ဘို; Monhla, 29 ottobre 1948) è un cardinale e arcivescovo cattolico birmano, dal 15 maggio 2003 arcivescovo metropolita di Yangon.

## Biografia

### Formazione e sacerdozio
Charles Maung Bo è nato il 29 ottobre 1948 nel piccolo villaggio di Mohla, regione di Sagaing e arcidiocesi di Mandalay, in Birmania. Proveniente da un'umile famiglia di agricoltori e profondamente cattolica, è l'ultimo figlio di U John Bo e Juliana Daw Aye Tin. È rimasto orfano di padre quando aveva solo due anni, e poco dopo è stato affidato alla cura dei padri salesiani di Mandalay, dal quale ha ricevuto una solida formazione primaria e secondaria. In questo contesto è nata la sua vocazione sacerdotale, e così è entrato nel seminario maggiore di "Nazareth" in Anisakan, provincia di Pyin Oo Lwinha, dove ha emesso la prima professione di fede nell'Ordine Salesiano il 24 maggio 1970. Dopo sei anni, il 10 marzo 1976, ha emesso i voti perpetui.
È stato ordinato presbitero il 9 aprile dello stesso anno, nella grande città di Lashio, Stato dello Shan. Subito dopo, ha ricevuto il suo primo incarico pastorale come parroco a Loihkam, ruolo svolto fino al 1981, quando è stato trasferito nello stesso ruolo in Lashio. Successivamente, dal 1983 fino al 1985, ha svolto il ruolo di formatore nel seminario di Anisakan, dove egli stesso era stato studente. È stato scelto come amministratore della prefettura apostolica di Lashio nel 1985, dopo la rinuncia del prefetto John Jocelyn Madden. Il 16 maggio 1986 è diventato prefetto della stessa circoscrizione ecclesiastica.

### Episcopato
Quando, con la bolla pontificia Missionariorum ob sollertem del 7 luglio 1990, papa Giovanni Paolo II ha elevato la prefettura apostolica al rango di diocesi, Bo ne è divenuto il primo vescovo. La sua consacrazione episcopale è avvenuta il 16 dicembre successivo, nella cattedrale del Sacro Cuore, per mano dell'arcivescovo Alphonse U Than Aung, arcivescovo metropolita di Mandalay, assistito dai vescovi Abraham Than, vescovo di Kengtung, e Paul Zingtung Grawng, vescovo di Myitkyina. Come suo motto episcopale ha scelto Omnia possum in eo, che tradotto vuol dire "Tutto posso in Lui".
Dopo sei anni di ministero a Lashio, il 13 marzo 1996 è stato trasferito alla sede episcopale di Pathein, vacante dopo la morte del vescovo John Gabriel, deceduto il 16 agosto 1994.
Il 3 aprile 2002 è stato nominato amministratore apostolico dell'arcidiocesi di Mandalay, dopo le dimissioni dell'arcivescovo U Than Aung, svolgendo questo ruolo fino al 16 giugno dell'anno successivo, giorno dell'ingresso del nuovo arcivescovo Paul Zinghtung Grawng.
Il 15 maggio 2003 papa Giovanni Paolo II ha deciso di promuoverlo alla sede metropolitana di Yangon, dopo la rinuncia per motivi d'età dell'arcivescovo Gabriel Thohey Mahn-Gaby, avvenuta il 30 settembre dell'anno precedente. Ha preso solennemente possesso dell'arcidiocesi, nella cattedrale dell'Immacolata Concezione, il successivo 7 giugno. Il 29 giugno dello stesso anno, giorno della solennità dei Santi Pietro e Paolo, si è recato presso la basilica di San Pietro in Vaticano, dove il pontefice gli ha imposto il pallio, simbolo di comunione tra la Santa Sede e il metropolita.

### Cardinalato
Il 4 gennaio 2015, dopo l'angelus domenicale, papa Francesco ha annunciato la sua volontà di crearlo cardinale nel concistoro che si è tenuto presso la basilica di San Pietro in Vaticano il successivo 14 febbraio, in cui gli sono stati conferiti l'anello, la berretta cardinalizia e il titolo cardinalizio di Sant'Ireneo a Centocelle, istituito nello stesso concistoro. Ha preso possesso del suo titolo cardinalizio in data 21 ottobre 2015, in una cerimonia svoltasi alle ore 18:30. È il primo vescovo birmano ad aver ricevuto la dignità cardinalizia.
Il successivo 13 aprile lo stesso papa lo ha nominato membro della Congregazione per gli istituti di vita consacrata e le società di vita apostolica e del Pontificio consiglio della cultura.
Dal 4 al 25 ottobre 2015 ha partecipato, dopo essere stato eletto a questo incarico dalla Conferenza episcopale del Myanmar, alla XIV Assemblea generale ordinaria del Sinodo dei vescovi che si è tenuto nella Città del Vaticano.
Dal 18 novembre 2020 al 12 gennaio 2025 è stato anche amministratore apostolico di Myitkyina.
In seno alla Conferenza dei vescovi cattolici del Myanmar (CEM) ha ricoperto il ruolo di presidente per sei anni, dal 2000 al 2006, fino a quando non gli è subentrato il vescovo John Hsane Hgyi. Attualmente ricopre l'incarico di segretario tesoriere della CEM, oltre che quelli di responsabile per i seminari e del dialogo con le altre religioni.
Nell'ambito della Federazione delle conferenze episcopali dell'Asia è a capo dell'ufficio per lo sviluppo umano e membro della commissione per i religiosi. Dal 1º gennaio 2019 al 1º gennaio 2025 è stato presidente della stessa Federazione.
Per un certo periodo di tempo è anche stato membro del Pontificio consiglio della cultura.
Il 7 e 8 maggio 2025 ha partecipato come cardinale elettore al conclave che ha portato all'elezione di papa Leone XIV.

## Posizioni teologiche, morali, sociali e su temi politici

### Chiesa cattolica e collaborazione con lo Stato
Da sempre Bo svolge il suo ministero in un paese in cui la religione cattolica è comunque segnata da molte e continue difficoltà e sofferenze, tanto che nel 1999 il Dipartimento di Stato degli Stati Uniti d'America ha segnalato il Myanmar come uno dei peggiori paesi violatori al mondo del diritto alla libertà religiosa. Anche con questa disparità, egli ricorda spesso quanto sia importante la collaborazione con le autorità governative per favorire lo sviluppo dello Stato: "Abbiamo bisogno di giustizia per la riconciliazione, e senza riconciliazione non possiamo raggiungere la pace. Una volta che avremo la pace, ci sarà anche lo sviluppo del Paese".

### Dialogo religioso
Bo si è molto occupato nel promuovere il dialogo con le altre religioni, e in un'intervista ha affermato, parlando degli altri leader religiosi, che: "Se dimostreranno unità favoriranno una maggiore comprensione reciproca e la violenza diminuirà". È impegnato anche nel dialogo con il buddismo, verso cui il governo continua a mostrare una preferenza con la propaganda ufficiale e sostegno statale, oltre che economico, supportando la costruzione di monasteri e pagode. Segno che questa forma di dialogo stia lentamente funzionando, lo dimostra il fatto che un monaco buddista amico del cardinale Bo lo abbia accompagnato nel suo viaggio a Roma, partecipando alla cerimonia del concistoro, dove era in prima fila, vicino ad un altro monaco buddista che ha accompagnato il neo cardinale Francis Xavier Kriengsak Kovithavanij.

### Chiesa cattolica
"Uno dei grandi evangelisti della storia cristiana è l'attuale papa Francesco: le sue parole e le azioni hanno dato l'entusiasmo per i cristiani e il mondo", ha scritto nel mese di ottobre 2013 in una lettera pastorale, esortando i cattolici a portare Cristo agli altri imitando il servizio di Madre Teresa di Calcutta ai poveri e agli ammalati. Fin da subito, Bo ha mostrato il suo sostegno al Pontefice argentino. "La Chiesa in Myanmar è sempre stata molto tradizionale e molti, tra cui il clero, sono un po' avversi a cambiare", ha aggiunto in un'intervista nel novembre 2014. "C'è bisogno di un cambiamento di mentalità e di atteggiamento in sintonia con papa Francesco. Spesso la Chiesa è molto autorevole e centralizzata. C'è bisogno di potenziare i laici, i religiosi e in particolare le donne. Tutti dovrebbero avere una voce più grande e più attiva nel processo decisionale".

## Genealogia episcopale e successione apostolica
La genealogia episcopale è:
- Cardinale Scipione Rebiba
- Cardinale Giulio Antonio Santori
- Cardinale Girolamo Bernerio, O.P.
- Arcivescovo Galeazzo Sanvitale
- Cardinale Ludovico Ludovisi
- Cardinale Luigi Caetani
- Cardinale Ulderico Carpegna
- Cardinale Paluzzo Paluzzi Altieri degli Albertoni
- Papa Benedetto XIII
- Papa Benedetto XIV
- Papa Clemente XIII
- Cardinale Giovanni Francesco Albani
- Cardinale Carlo Rezzonico
- Cardinale Antonio Dugnani
- Arcivescovo Jean-Charles de Coucy
- Cardinale Gustave-Maximilien-Juste de Croÿ-Solre
- Vescovo Charles-Auguste-Marie-Joseph Forbin-Janson
- Cardinale François-Auguste-Ferdinand Donnet
- Vescovo Charles-Emile Freppel
- Cardinale Louis-Henri-Joseph Luçon
- Cardinale Charles-Henri-Joseph Binet
- Cardinale Maurice Feltin
- Cardinale Jean-Marie Villot
- Cardinale Edward Idris Cassidy
- Arcivescovo Alphonse U Than Aung
- Cardinale Charles Maung Bo, S.D.B.

La successione apostolica è:
- Vescovo Lucius Hre Kung (2014)
- Vescovo John Saw Yaw Han (2015)
- Arcivescovo Marco Tin Win (2019)
- Vescovo Lucas Jeimphaung Dau Ze, S.D.B. (2020)
- Vescovo John Saw Gawdy (2020)
- Vescovo Noel Saw Naw Aye (2021)
- Vescovo Maurice Nyunt Wai (2022)
- Vescovo Henry Eikhlein (2023)
- Vescovo Francis Than Htun (2024)
- Vescovo Stanislaus Min Ko (2024)
- Vescovo Mung-ngawn La Sam, M.F. (2025)
- Vescovo Peter Tin Wai (2025)
- Vescovo Raymond Wai Lin Htun (2025)